# 초포주

초포주의 위치

초포주(프랑스어: Tshopo)는 콩고 민주 공화국 북동부에 위치한 주로 주도는 키상가니이며 면적은 199,567 km2, 인구는 2,614,630명(2005년 기준), 인구 밀도는 13명/km2이다.
2006년에 개정되어 2015년에 시행된 콩고 민주 공화국 헌법에 따라 동부주에서 분리되어 신설되었다. 북서쪽으로는 몽갈라주, 북쪽으로는 바우엘레주, 북동쪽으로는 오트우엘레주, 동쪽으로는 이투리주, 북키부주, 남쪽으로는 마니에마주, 상쿠루주, 서쪽으로는 추아파주와 접한다.